# ویکی‌پدیای هندی
ویکی‌پدیای هندی یک نسخه از وب‌گاه ویکی‌پدیا به زبان هندی است که در ژوئیه ۲۰۰۳ افتتاح گردید و تا تاریخ ۲۶ اوت ۲۰۱۰ با بیش از ۵۶٬۰۰۰ مقاله در رتبه ۴۶ قرار داشت.
تا تاریخ ۳۰ مه ۲۰۱۱ این دانش‌نامه با ۹۶٬۹۸۸ مقاله در رتبهٔ سی‌ونهم ویکی‌پدیاها قرار داشت؛ و در تاریخ ۳۱ اوت ۲۰۱۱ تعداد مقالات آن از مرز صدهزار گذشت.